# Водукайми
Водукайми (пол. Wodukajmy, нім. Woduhnkeim) — село в Польщі, у гміні Семпополь Бартошицького повіту Вармінсько-Мазурського воєводства.
Населення — 150 осіб (2011).

## Демографія
Демографічна структура станом на 31 березня 2011 року:
|          | Загалом | Допрацездатний вік | Працездатний вік | Постпрацездатний вік |
| -------- | ------- | ------------------ | ---------------- | -------------------- |
| Чоловіки | 70      | 17                 | 48               | 5                    |
| Жінки    | 80      | 20                 | 44               | 16                   |
| Разом    | 150     | 37                 | 92               | 21                   |